# Iryna Janowytsch
Iryna Wiktoriwna Janowytsch (ukrainisch Ірина Вікторівна Янович, englische Transkription Iryna Yanovych; * 14. Juli 1976 in Leninskoje, Oblast Amur, RSFSR) ist eine ehemalige ukrainische Radrennfahrerin, die auf der Bahn aktiv war.

## Sportlicher Werdegang
Mit dem Radsport begann Janowytsch im Alter von 15 Jahren in ihrem damaligen Wohnort Kreminna. International trat sie erstmals bei den Bahnradsport-Europameisterschaften 1997 in Erscheinung, als sie U23-Europameisterin im 500-Meter-Zeitfahren wurde und im Sprint die Bronzemedaille gewann. Im folgenden Jahr stand sie als Zweite im Zeitfahren erneut auf dem Podium. Ab 1998 nahm sie wiederholt am Bahnrad-Weltcup teil und erreichte mehrere Podiumsplatzierungen, ihren einzigen Sieg erzielte sie 2002 in Moskau, wo sie das Rennen im Keirin gewann.
Der größte Erfolg ihrer Karriere ist der Gewinn der Bronzemedaille bei den Olympischen Sommerspielen 2000 in Sydney. Dabei unterlag Janowytsch im Halbfinale der späteren Silbermedaillengewinnerin Oxana Grischina und setze sich im kleinen Finale gegen Michelle Ferris durch. Zuvor hatte sie den neunten Platz im 500-Meter-Zeitfahren belegt.
2003 gewann Janowytsch bei den Europameisterschaften die Bronzemedaille im Omnium. Vor den Olympischen Sommerspielen 2004 brach sie sich ein Bein, so dass sie sechs Monate nicht richtig trainieren konnte und in der Folge nicht nominiert wurde. Daraufhin beendete sie zunächst ihre Karriere. 2005 kehrte sie zu den nationalen Meisterschaften noch einmal zurück und gewann den Titel im Zeitfahren und die Bronzemedaille im Sprint.
Janowytsch studierte an der staatlichen pädagogischen Hochschule in Luhansk. Nach dem Karriereende arbeitete und lebte sie in Luhansk. Über ihr Leben nach der Gründung der Volksrepublik Lugansk und der völkerrechtswidrigen Annexion durch Russland liegen keine Informationen vor.

## Ehrungen
- Verdienter Meister des Sports der Ukraine[2]
- Orden der Fürstin Olga Dritter Klasse (2000)[3]

## Erfolge
1997
- U23-Europameisterin – 500-Meter-Zeitfahren
- U23-Europameisterschaften – Sprint

1998
- U23-Europameisterschaften – 500-Meter-Zeitfahren

2000
- Olympische Sommerspiele – Sprint

2002
- Bahnrad-Weltcup in Moskau – Keirin

2003
- Europameisterschaften – Omnium

2005
- Ukrainische Meisterin – 500-Meter-Zeitfahren